# スティングレイ (IMSIキャッチャー)
スティングレイ（英語: Stingray）は、携帯電話基地局になりすまし、周囲の携帯電話やスマートフォンの位置情報やIMSI（加入者識別番号）等の情報を収集、追跡するIMSIキャッチャー（イムズィキャッチャー）。アメリカ、イギリスなどで極秘で犯罪捜査に使用されているとされ、プライバシー上の問題が指摘されている。

## 概要
スティングレイは、アメリカ自由人権協会（ACLU）が行った情報公開請求の結果公開された書類によりその実態が明らかになった。また、パラレルコンストラクションにより実際には捜査にスティングレイを使用していたにもかかわらず、別の情報源からの証拠であるように偽装するといった事例が複数存在する。
少女への性暴力の罪に問われその後拘置所内で自殺したジェフリー・エプスティーンの共犯と目されるジーレン・マクスウェル逮捕の際に連邦捜査局(FBI)は居場所を突き止めるべくスティングレーを使用している。

## プライバシー上の問題
スティングレイは、そもそもその存在が公開されていなかったことや、犯罪に一切関係のない一般市民の情報まで収集していることなどから問題となっている。